# Сиддик Абубакар III
Сэр Сиддик Абубакар III (англ. Siddiq Abubakar III;15 марта 1903 года, Данге — 14 ноября 1988 года Сокото) — нигерийский духовный лидер, 17-й султан Сокото из дома Дан Фодио

## Биография
Родился 15 марта 1903 года в Данге. В этот день последний визирь халифата Сокото капитулировал перед британцами на рыночной площади города Сокото. Те ликвидировали халифат, но сохранили символический титул султана Сокото, назначив на этот пост Мухаммаду Аттахиру II. Прежде чем стать султаном Абубакар занимал несколько административных постов и был членом местного совета, В 35 лет он сменил своего дядю Хасана дан Муазу на престоле султана Сокото.
В 1944 году Сиддик Абубакар III был посвящен королем Великобритании Георгом VI в рыцари.
В 1951 году поддержал движение за независимость Нигерии.
Он внес большой вклад в поддержание порядка и спокойствия среди населения северной Нигерии после государственного переворота 1966 года. Во время гражданской войны в Нигерии он помогал проводить мобилизацию для федеральных сил.
За время своего пятидесятилетнего правления Абубакар III стал самым крупным исламским лидером к югу от Сахары. Он возглавлял 50 миллионов приверженцев ислама в Западной Африке.
У его было 52 детей и 320 внуков.
Умер Сиддик Абубакар III 1 ноября 1988 года в Сокото.